# InPost

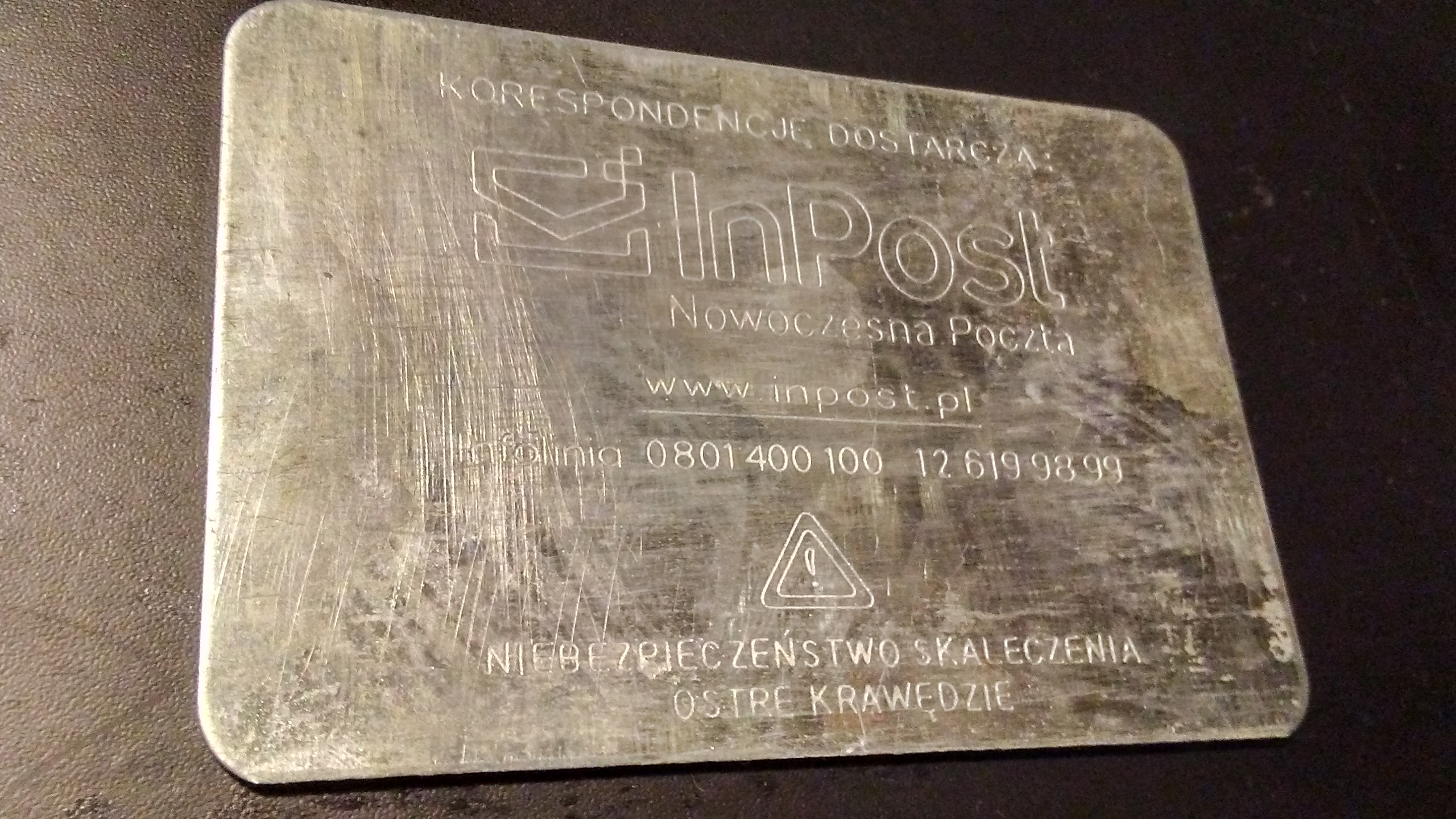
Plaque de poids pour les lettres InPost

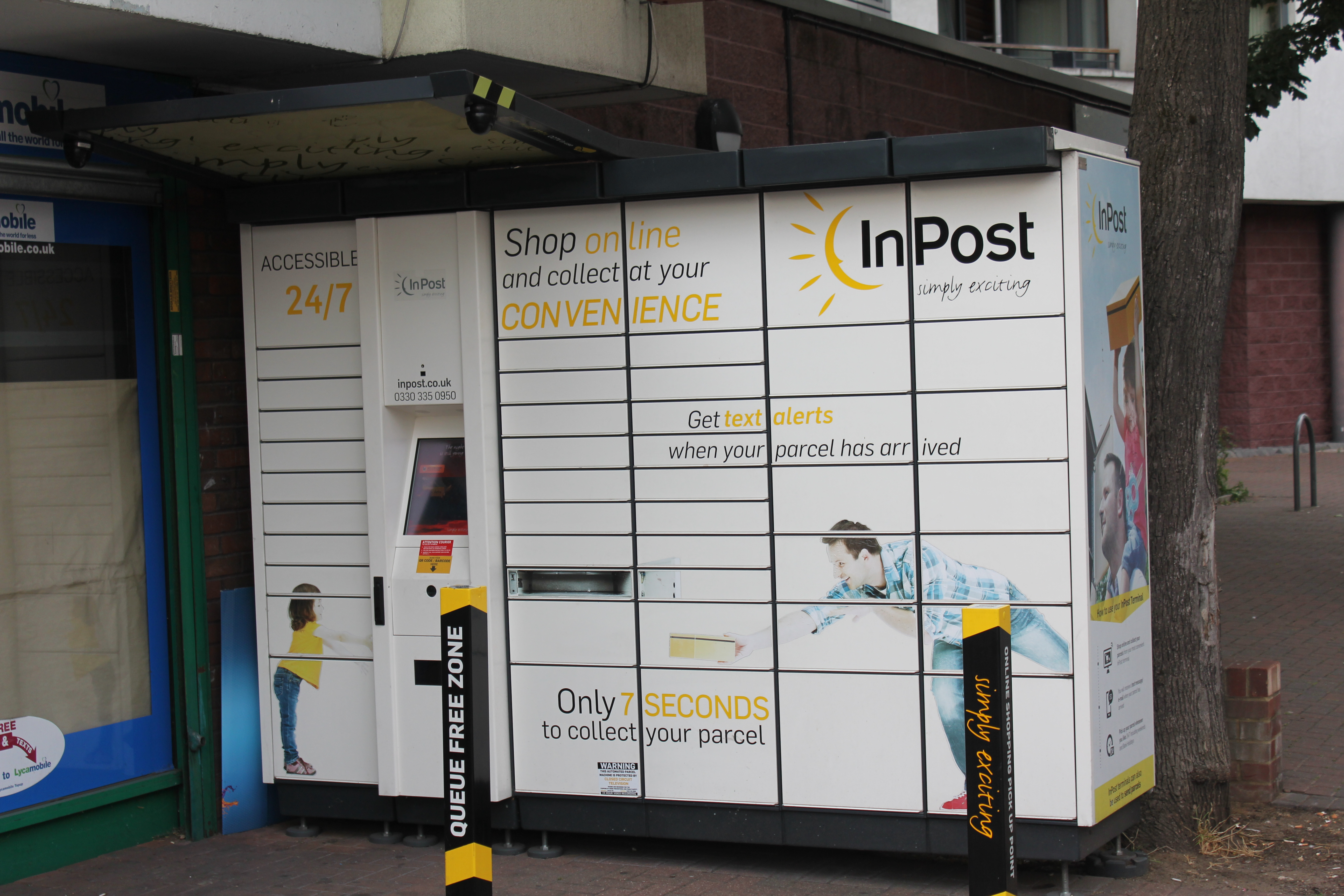
Casier colis InPost à Londres (juillet 2015)

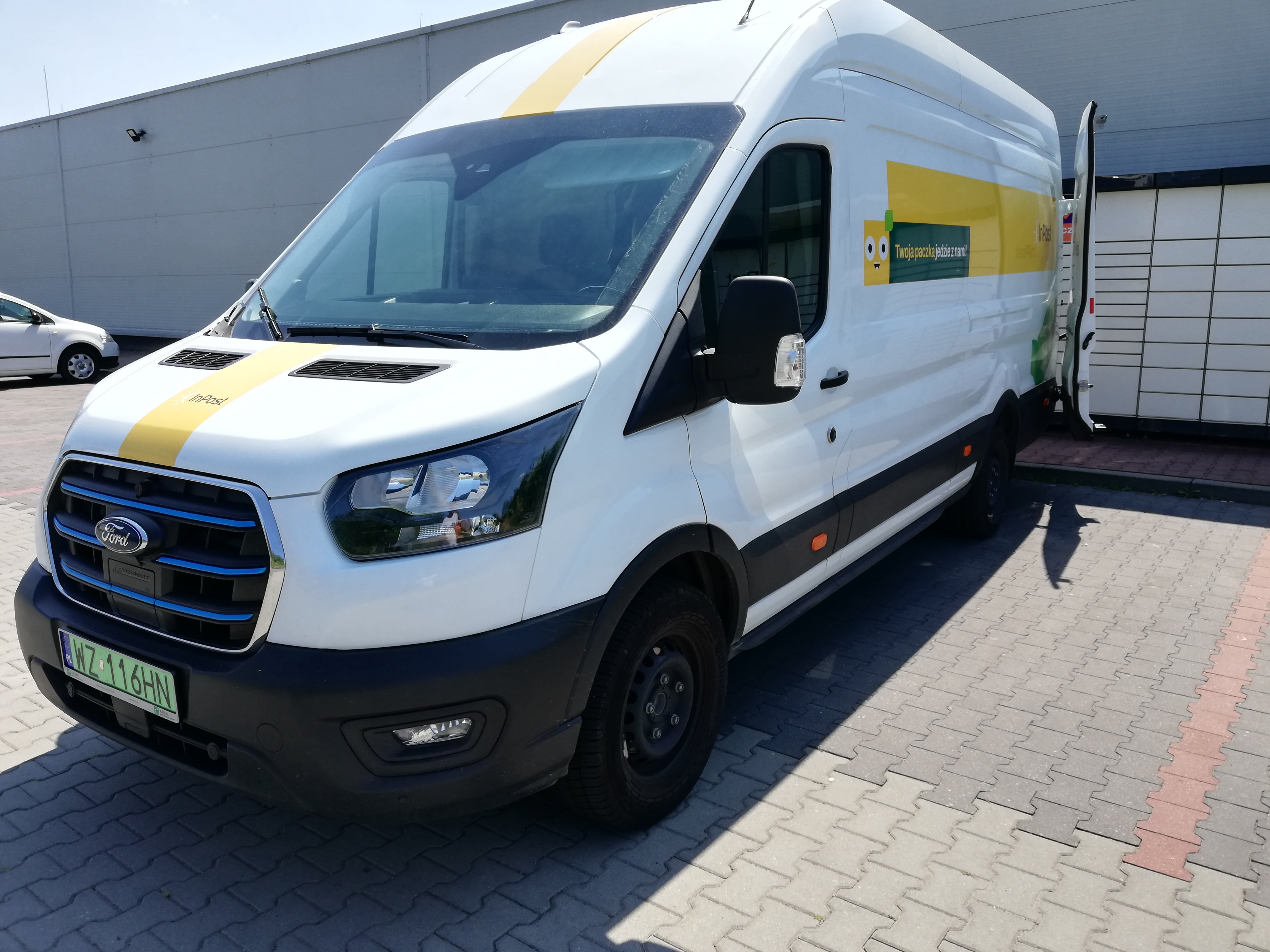
Voiture InPost livrant et récupérant des colis dans un casier à colis

InPost z.o.o est un opérateur logistique privé en Pologne. La société appartient au groupe Integer.pl SA. Au 20 octobre 2021, l'opérateur disposait d'un réseau de 15 000 casiers à colis dans toute la Pologne.

## Histoire
En 1999, Integer.pl est fondé par Rafał Brzoska, dans le secteur du courrier et des imprimés non adressés. En 2006, InPost est créé en tant que filiale d'Integer.pl. En 2009, InPost commence à utiliser des lockers pour la réception des courriers. 
Le 13 octobre 2015, InPost s'introduit partiellement à la bourse de Varsovie (WSE).
En raison de la diminution du volume d'envois de courrier et de la pression sur les prix, InPost a décidé de se restructurer, puis de mettre fin complètement, à compter du 1er août 2016, de ses activités autour du courrier traditionnel, pour se concentrer sur les colis. En 2017, le fonds d'investissement Advent International acquiert une participation de 75 % d'InPost en difficulté économique.
En 2019, le groupe avait plus de 800 distributeurs automatiques de colis en Grande-Bretagne et environ 300 en Italie. En 2019, l'entreprise a lancé l'application mobile InPost Mobile pour l'accès à ces consignes à colis.
En janvier 2021, InPost s'introduit à la bourse d'Amsterdam près de 35 % de son capital, pour une levée de 3 milliards d'euros
En mars 2021, InPost acquiert, à l'entreprise allemande Otto Group, pour 565 millions d'euros, Mondial Relay, qui possède alors 10 000 points relais en France et 4 000 en Espagne, en Belgique et aux Pays-Bas.
En octobre 2024, InPost acquiert la participation de 70 % qu'il ne détient pas dans les deux principales filiales (sur 3) de Menzies, une entreprise britannique de livraison. Inpost avait pris une participation de 30 % dans Menzies en 2023 pour 49 millions de livres.
En avril 2025, InPost annonce l'acquisition de l'entreprise britannique de livraison Yodel pour entre 106 et 136 millions de livres, sous forme de reprise de dettes.